# Soleczniki (wieś)
Soleczniki (lit. Šalčininkai) − wieś na Litwie, w rejonie solecznickim, położona bezpośrednio na wschód od Solecznik, zamieszkana przez 1058 ludzi. Przed II wojną światową w Polsce, w powiecie wileńsko-trockim województwa wileńskiego.